# Freie Presse (Exilzeitung)
Die Freie Presse (Untertitel: Wochenblatt für geistige und politische Freiheit) war eine Exilzeitung deutscher Sozialdemokraten, die während der Zeit des Nationalsozialismus von 1933 bis 1934 in Amsterdam in wöchentlicher Erscheinungsweise herausgegeben wurde.

## Geschichte
Die Idee zur Freien Presse entstand innerhalb von Kreisen der niederländischen sozialdemokratischen Partei SDAP. Für die Zeitung, die das Grenzgebiet erreichen sollte, ging man angesichts von geschätzt 400.000 Deutschsprachigen im Land von einer möglichen Auflage von mindestens 20.000 Exemplaren aus. Das Verbreitungsgebiet sollte dabei nicht auf die Niederlande beschränkt bleiben, vielmehr sollte die Freie Presse auch illegal nach Deutschland gelangen. Im Auge hatte man besonders deutsche Arbeiter, die in der Twenter Textilindustrie und in den südlimburgischen Minen in großer Anzahl vertreten waren.
Die Redaktion der Zeitung setzte sich aus deutschen Exilanten unter der Leitung von Emil Groß und Helmut Kern zusammen, weitere wichtige Redakteure waren Erich Kuttner, Alfred Mozer, Franz Vogt und Heinz Wielek. Der Prager SPD-Exilvorstand Sopade stimmte der Gründung zu, war aber ebenso wie der Allgemeine Deutsche Gewerkschaftsbund nicht zur Finanzierung bereit, diese wurde außer durch die SDAP durch die Gewerkschaft NVV und den Verlag De Arbeiderspers geleistet.
Am 15. Juli 1933 erschien die erste Ausgabe. Nach eigenen Angaben bestand das Verbreitungsgebiet aus 19 europäischen und drei außereuropäischen Staaten. Die Freie Presse hatte einen Umfang von acht bis zehn Seiten und umfasste einige feste Rubriken wie „Briefe aus Deutschland“, „Alltag aus dem Dritten Reich“ und „Wirtschaft und Arbeit“. Die Nachrichten der beiden letzteren sollten das NS-Regime bloßstellen. Beiträge zur Zeitung kamen von Georg Bernhard, Emil Julius Gumbel und Alexander Schiffrin.
Auch wenn Redaktion und Mitarbeiter prominent besetzt waren, blieb die Zeitung in der Auflage deutlich hinter den Erwartungen zurück. Sie betrug im Juli maximal 7.000 Exemplare, mit einem Rückgang von 1.000 Exemplaren im Dezember. Obwohl es zunächst gelang, per Fahrrad und Auto die Freie Presse zu Netzwerken ins Ruhrgebiet und Umgebung (eines der Netzwerke Emil Groß’ befand sich in Bielefeld) zu schaffen, wurden seit 1934 die meisten Netzwerke durch die Gestapo ausgehoben, was viele Opfer kostete. Wegen der fortlaufenden finanziellen Verluste beschlossen im Dezember 1933 NVV und SDAP aus der Finanzierung auszusteigen, womit nur noch De Arbeiderspers übrig blieb. Dessen Direktor teilte der Redaktion mit, ohne einen Beschluss des Aufsichtsrats abzuwarten, dass die Einstellung kurz bevorstünde, was dazu führte, dass das SDAP-Aufsichtsratsmitglied Cornelis Woudenberg, ein Unterstützer der Zeitung, zurücktrat.
Der komplizierte Status der Redaktion erwies sich ebenfalls als hinderlich, so durften sich aufgrund einer Anordnung des Justizministers Josef van Schaik von Juli 1933 Ausländer in den Niederlanden nicht politisch betätigen. Aus diesem Grund arbeiteten die Redaktion und der Großteil der Mitarbeiter anonym, zudem bekräftigte die Freie Presse, eine niederländische Zeitung mit einer niederländischen Direktion zu sein, die von niederländischer Seite aus finanziert wurde. Die SDAP wiederum, die sich versuchte von ihrer revolutionär ausgerichteten Vergangenheit zu lösen, stand nach der Debatte um die Meuterei auf der De Zeven Provinciën seitens anderer Parteien unter dem Verdacht, nicht patriotisch eingestellt zu sein, und nahm die Haltung ein, dass antifaschistische Aktivitäten den Einheimischen vorbehalten bleiben sollten.
Als nicht hilfreich erwies sich auch das Verhältnis zur Sopade, die in Karlsbad ihre eigene Wochenzeitung Neuer Vorwärts und im durch den Völkerbund verwalteten Saargebiet in Saarbrücken die Deutsche Freiheit herausgab. Einerseits verbot die Sopade De Arbeiderspers, Abonnenten für die Freie Presse außerhalb der Niederlande anzuwerben, andererseits wollte sie ihre Beschlüsse im Blatt publiziert sehen. Die SDAP wiederum kritisierte die SPD wegen ihrer Handlungsweise vor der Machtergreifung und lehnte eine Zusammenarbeit jedweder Form mit Kommunisten ab. Dass der Sopade-Vertreter für die Niederlande Ernst Schumacher nach Belgien ausgewiesen wurde, war da nur ein weiterer Punkt, der das Misstrauen bestärkte. Schumacher berichtete auch nach Prag, dass der deutsche Gesandte in den Niederlanden Julius von Zech-Burkersroda von der niederländischen Regierung die Namen der deutschen Mitarbeiter der Deutschen Presse und das Verbot ihrer Aktivitäten erbeten hatte.
Nach dem Rückzug der SDAP Ende 1933 gab sie der Freien Presse einen Monat, um einen neuen Herausgeber zu finden. Dies gelang nicht, sodass am 27. Januar 1934 mit der 28. Ausgabe die Zeitung eingestellt wurde.